# Lais de Marie de France

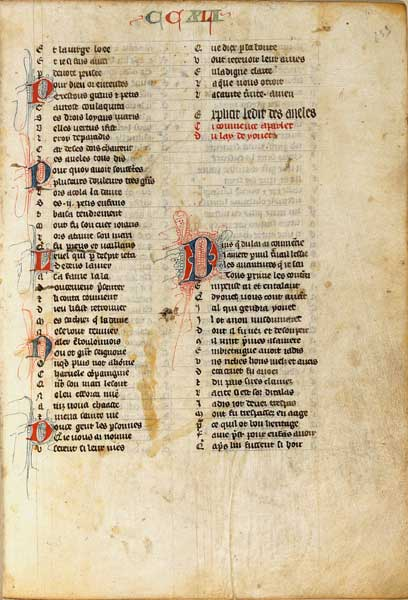
Une page du texte de Yonec.

Les Lais de Marie de France est un recueil de douze courts récits en vers écrits en anglo-normand. En général, ce sont des aventures d'origine bretonne qui glorifient l'amour courtois dans un milieu chevaleresque. On sait très peu de choses au sujet de l'autrice, Marie, mais on suppose qu'elle est Marie de France. Elle aurait vécu en Angleterre vers la fin du XIIe siècle.

## Description
Les Lais de Marie sont notables pour leur célébration de l'amour, la variation au sein de son recueil, et la description brillante qui caractérisent la littérature de l'époque. On y trouve un nombre de lieux communs de la lyrique courtoise, tels que la mal mariée (Yonec, Guigemar), les valeurs chevaleresques ou l'arrivée du printemps.
Les lais sont octosyllabiques (de huit syllabes) et comptent quelques centaines de vers chacun. Il y a cinq manuscrits différents qui comprennent chacun un ou plusieurs lais, mais il n'y en a qu'un qui les contienne tous les douze : Harley 978 au British Library qui date du XIIIe siècle.
Si on accepte la suggestion selon laquelle l'autrice aurait arrangé les lais comme ils sont préservés et présentés dans le Harley 978, elle aurait choisi cette structure afin de contraster les éléments positifs et négatifs des histoires. Dans ce manuscrit, les lais impairs — Guigemar, Le Fresne, etc. — louent les personnages qui aiment les autres. Par contre, les lais pairs, tels que Equitan, Bisclavret, etc., mettent en garde le lecteur contre l'amour égoïste.
Le manuscrit Harley 978 a également un prologue de 56 vers dans lequel Marie décrit la raison qui la pousse à écrire. Dans ce prologue, elle dit que son inspiration était à l'exemple des anciens et de la littérature latine pour créer quelque chose de divertissant et d'instructif pour son lecteur. Elle veut aussi préserver et pérenniser les contes qu'elle a entendus. Un des lais, Lanval, mentionne le roi Arthur et ses Chevaliers de la Table ronde. Un autre, Chevrefoil (Le Lai du chèvrefeuille), raconte une aventure de Tristan et Iseult. Les lais semblent avoir influencé des œuvres postérieures. On peut penser que Marie était une contemporaine de Chrétien de Troyes, autre auteur des contes arthuriens.

## Les Lais
Cette liste suit la séquence du manuscrit Harley 978.
- Guigemar
- Equitan
- Le Fresne
- Bisclavret
- Lanval
- Les Deus Amanz
- Yonec
- Laüstic
- Milun
- Chaitivel
- Chevrefoil
- Eliduc

### Textes
- Marie de France Lais de Marie De France, publiés par Jean Rychner, Paris, Honoré Champion, 1966. 317 p. rééd. 1971, 1980.
- Marie de France Lais de Marie De France, éd. bilingue, trad. L. Harf-Lancner. Paris, GF-Flammarion, 1990. 351 p.
- Marie de France Vier altfranzösische Lais : Chievrefeuil, nLaustic, Bisclavret, Gingamor. Ed. E. von Richthofen, Tübingen, 1981.
- Marie de France, B. de Roquefort (édit.), Poésies de Marie De France, Poète Anglo-Normand du XIIIe siècle, ou Recueil de lais, fables et autres productions de cette femme célèbre. Paris, Chasseriau, 1820. T. 1 et 2.
- Marie de France, Karl Warnke (édit.), Lais de Marie de France. Halle, Max Niemeyer (Bibliotheca Normannica), 1900.

### Traductions
- Six lais d'Amour : Lanval, le Chèvrefeuille, Eliduc, Guigemar, Le Laustic, Yonec de Marie de France, modernisés en regard de l'original avec une notice historique sur l'autrice et ses ouvrages par Philéas Lebesgue, Paris, E. Sansot et Cie, 1913.
- Marie de France Les Lais de Marie de France, transposés en français moderne par Paul Tuffrau. Paris, L’Édition d’Art, 1923.
- Marie de France Lais : texte et dossier. lecture accompagnée par Jean-Pierre Bordier, traduction en français moderne par Philippe Walter. Paris, Gallimard-Éducation, 2004. 221 p.

- Marie de France, Le Lai du rossignol et autres lais courtois, traduction et présentation de Françoise Morvan. Paris, Librio, 2001. 155
- Marie de France, Lais, traduction, présentation et notes de Françoise Morvan. Babel-Actes Sud, 2008? 265 p. (édition à mettre en relation avec les Fables de Marie de France dans la même collection).
- Marie de France, Lais de Marie de France, traduction, présentation, traduction et notes de Laurence Harf-Lancner. Paris, Librairie générale française, 1990. 350 p.
- Marie de France, Le Lai de Lanval, présentation, trad. et notes de Laurence Harf-Lancner. Paris, Librairie générale française, 1995. 92 p.
- Lais du Moyen Âge. Récits de Marie de France et d'autres auteurs (XIIe – XIIIe siècle), Gallimard, La Pléiade, 2018, 1403 p.
- Lais bretons (XIIe-XIIIe siècle), traduction et présentation de Nathalie Koble et Mireille Séguy, Champion; 2018, 944 p.

### Éditions critiques
- J. Bedier « Les lais de Marie de France », in Revue des Deux Mondes, no 107, 1891. p. 835-863.
- G.S. Burgess, The Lais of Marie de France. Text and context. Manchester, 1988. 245p.
- D.M. Faust Women Narrators in the Lais of Marie de France », in Women in Franch Literature, Saratoga, 1988. p. 17-27.
- H. Ferguson « Folklore in the Lais of Marie de France », in the RomanicReview, no 57, 1966. p. 3-24.
- J. Flori « Seigneurie, noblesse et chevalerie dans les lais de Marie de France », in Romania, no 108, 1987. p. 183-206.
- Lucien Foulet « Marie de France et les lais Bretons », in ZRPh, no 29, 1905. p. 19-56 et 293-322.
- Jean Frappier « Une Édition nouvelle des Lais de Marie de France », in Romance Philology XXII, mai 1969.
- Laurence Harf-Lancner, Les fées au Moyen Âge. Paris, Champion, 1984, chap. 4, 8, 9, 10.
- Françoise Morvan, traduction, présentation et notes des Lais de Marie de France, Babel-Actes sud, 2008.
- Emil Schiött, L'Amour et les amoureux dans les lais de Marie de France. Thèse, Lund. 1889.

→ Ouvrage sur les contes populaires qui affleurent dans les Lais
- Ernest Hoepffner, « La tradition manuscrite des lais de Marie de France », in Neophilologus, t.12, 1927. p. 1-10 et 85-96.
- E. Hoepffner, « La géographie et l’histoire dans les lais de Marie de France », in Romania, t.56, 1930. p. 1-32.
- R.N.Illingworth, « La chronologie des lais de Marie de France », in Romania, t.87, 1966. p. 433-475.
- P. Menard, Les lais de Marie de France, contes d’amours et d’aventures du Moyen Âge. Litt. Modernes, Paris, 1979.
- Edgard Sienaard, Les lais de Marie de France : du conte merveilleux à la nouvelle psychologique. Paris, Champion, 1978.
- Leo Spitzer, « Marie de France Dichterin von Problemmärchen », Zeitschrift fün romanische Philologie, no 50, 1930. p. 29-67.

→ Défend la thèse selon laquelle il y a dans les lais une problématique de l’amour.